# Элг, Тайна
Тайна Элисабет Элг (англ. Taina Elisabeth Elg; 9 марта 1930, Хельсинки — 15 мая 2025, Хельсинки) — финско-американская актриса и танцовщица.
Родилась в Импилахти в семье пианиста Оке Элга и его супруги Елены Доброумовой, иммигрантки из России. В юности была отдана матерью в балетную школу при Финской национальной опере, которую окончила в 1946 году. После этого она много гастролировала с балетной труппой по Скандинавии, а затем и Англии, прежде чем из-за травмы была вынуждена оставить танцевальную карьеру. В дальнейшем Элг работала в качестве фотомодели в Париже, где снималась для журналов «Vogue» и «Elle».
В 1954 году она переехала в Голливуд, где заключила контракт с «MGM». Спустя год на экраны вышла первая картина с участием Тайны Элг — эпическая библейская драма «Блудный сын» с Ланой Тёрнер в главной роли. В 1956 году актриса была удостоена премии «Золотой глобус» в номинации самая многообещающая иностранная актриса. Двумя годами позже она вновь получила «Золотой глобус» за свою роль в музыкальной комедии Джорджа Кьюкора «Гёрлз». Помимо этого у актрисы были роли в фильмах «Диана» (1956), «Имитация генерала» (1958), «39 ступеней» (1959), «Ватуси» (1959), «Геркулес в Нью-Йорке» (1970) и «У зеркала два лица» (1996). Тайна Элг также периодически появлялась и на телеэкранах, где у неё были роли в телесериалах «Караван повозок», «Одна жизнь, чтобы жить» и «Она написала убийство». В начале 1960-х актриса переехала в Нью-Йорк, где появилась в ряде бродвейских постановок, включая «Девять», «Титаник» и «Кан-кан».
Тайна Элг дважды была замужем. От первого брака с Карлом Бьёркехеймом (1953—1958) у неё родился сын Рауль Бьёркенхейм, ставший музыкантом. Её вторым мужем был профессор социологии Рокко Капорале (1985—2008).
Элг умерла 15 мая 2025 года в возрасте 95 лет в доме престарелых в Хельсинки.

## Награды
- Золотой глобус 1957 — «Лучшая женская роль — комедия или мюзикл» («Гёрлз»)